# Spike Spiegel (personaje)
Spike Spiegel (スパイク・スピーゲル, Supaiku Supīgeru) es el personaje protagonista de la serie de televisión de 1998, Cowboy Bebop y de su posterior adaptación de Netflix de 2021.

## Apariencia
Spike es un hombre bastante alto, con el pelo largo y revuelto, de un color verde oscuro, cercano a negro. Sus ojos son de color marrones, siendo que su ojo izquierdo es de un color más claro debido a que es un ojo cibernético, que se implantó tras perder el auténtico en un accidente.
Su vestimenta se basa en un traje de color azul oscuro, además de una camiseta de color amarillo claro y una corbata y zapatos oscuros. Suele llevar una gabardina larga por encima del traje de un color grisáceo. Además, se le puede ver fumando la gran mayoría de veces.

## Personalidad
A Spike se le presenta como un personaje despreocupado, indiferente y vago. La gran mayoría de escenas en el interior del Bebop (su nave) está descansando en su sofá y sin ayudar con las tareas del mantenimiento de la nave.
También tiene poca paciencia, y según sus propias palabras, odia a los animales, niños y mujeres pesadas, los cuales forman parte de su tripulación. También recomienda a los personajes de la serie olvidar el pasado, siendo que el mismo no puede olvidar el suyo propio.

## Historia
Anteriormente, pertenecía a la organización del Sindicato Criminal del Dragón Rojo, donde trabajaba con Vicious y su novia Julia. Sin embargo, empezó a crecer una rivalidad entre Vicious y Spike, debido a sus distintas personalidades y a que ambos amaban a Julia. Tras un intento de asesinato por parte de unos lacayos de Vicious, Spike planea fingir su muerte y escapar con Julia, pero debido a una coacción de Vicious, Julia de niega a huir con Spike para vivir los dos.
Posteriormente, en el año 2068, conoció a Jet Black, quien se convirtió en su compañero durante los acontecimientos de la serie. Durante 2071, Spike y Jet buscan la forma de subsistir a través de tener a criminales, siendo que intentan, sin éxito, detener a dos de ellos antes de conocer a sus nuevos integrantes, Ein y Faye Valentine. Ein es un corgi que rescatan de uno de los criminales buscados, y Faye es una mujer a quien conocen en un casino siendo buscada por el propietario de este. En ese mismo capítulo, Faye escapa de Spike y Jet, para posteriormente ser rescatados por ellos tras quedar a la deriva. Posteriormente, y tras varios intentos de captura de criminales, conocen a Edward Wong Hau Pepelu Tivruski IV, una niña muy inteligente y a la vez inocente que también se une a la tripulación, siendo su último integrante.
A lo largo de la serie, Spike y su tripulación se enfrentan a diversos criminales que difícilmente llegan a capturar a alguno de estos. También tiene diversas confrontaciones a Vicious, llegando a estar cerca de morir en todos sus encuentros. Cerca del final de la serie, Edward y Ein se despiden de la tripulación tras encontrarse con su padre en la Tierra. Posteriormente, tras tener noticias de que Julia sigue viva, sale en su búsqueda. Sin embargo, los hombres de Vicious atacan a Spike y Julia, siendo que está es fatalmente herida y acaba falleciendo en los brazos de Spike. Al volver a la nave, se prepara para acabar con la organización y con Vicious, y pese a que Faye intenta evitar que vaya, Spike explica que es algo que debe hacer, y viaja hasta la base de la Organización del Dragón Rojo, donde enfrenta a todos los miembros y finalmente a Vicious, a quién logra matar. Sin embargo, pese a sus heridas y a un corte provocado por Vicious, Spike baja las escaleras de la organización, donde a los pies de estas, todavía quedan varios miembros la organización, a los cuales Spike, a forma de broma, les señala con el dedo y simula dispararles, exclamando un ligero ''Bang'', para posteriormente caer al suelo por las heridas. Pese a que los fans creen que está es la muerte del personaje, su creador, Shinichirō Watanabe, nunca confirmó su muerte.